# Chwalebne kamienie
Chwalebne kamienie – pomnik w okolicach fortu VII w Toruniu, powstał w roku 1915 w celu zachowania w pamięci zagrożenia miasta w okresie I wojny światowej.
Pomnik ma formę 3,5-metrowej kolumny z granitowych kostek z 2,5 metrowej wysokości „czapą” z betonu. Na niej znajduje się napis w języku niemieckim Steine Rühmen czyli kamienie głoszące chwałę. 50-centymetrowe litery zaczynały się i kończyły wizerunkiem Krzyża Żelaznego i były pokryte żółtą farbą. Pomnik uzupełniony został dwoma murkami, a na ich obu końcach umieszczone zostały znicze na ogień. Całość dopełniały dwie zagłębione i obwiedzione kamieniami polnymi grządki kwiatowe.
Pomnik powstał z inicjatywy gen. von Ditfurtha – zastępcy komendanta Twierdzy Toruń. Wykonawcami pomnika byli żołnierze rezerwy 1 Kompanii 5 Pułku Piechoty. Pomnik został zbudowany najprawdopodobniej w październiku-listopadzie 1915 a uroczyste odsłonięcie odbyło się 18 grudnia tegoż roku. „Pomnik ten zbudowany z mówiących kamieni – „Steine rühmen” – mówi napis – uwiecznić ma na stulecia, jeśli nie na tysiąclecia, czas wojny światowej, która raz także otoczyła mury Torunia”.
Wzniesienie pomnika można rozumieć jako podziękowanie za wojenne zwycięstwo dla wszystkich walczących żołnierzy niemieckich, którzy ochronili miasto od wojennych zniszczeń, a także dla bezpośrednich obrońców twierdzy toruńskiej w trudnych dniach sierpniowych 1914 roku. Przemawiający pod pomnikiem burmistrz Torunia Willy Stachowitz powiedział:
„Niech te kamienie mówią i głoszą w następnych stuleciach chwałę: że czas był kiedyś ciężki i trudny, ale to był także czas wielkości, w którym nasz naród stał tak pewnie, jak teraz ten pomnik z granitu i cementu”.
Do momentu rozwiązania zagadki powstania pomnika w 2015 roku, był on jedną większych zagadek związanych z historią Torunia. Krążyło wiele hipotez dotyczących jego powstania, większość w formie legend miejskich. Wśród nich było: upamiętnienie budowniczych Twierdzy Toruń, upamiętnienie jeńców francuskich budujących twierdzę, upamiętnienie toruńskiego pilota, jaki zginął w tym miejscu w katastrofie swojego samolotu i był prywatną fundacją jego ojca.